# Список городов и общин Сисакско-Мославинской жупании

Сисакско-Мославинская жупания на карте Хорватии

Сисакско-Мославинская жупания включает в себя 7 городов и 12 общин, а общее количество её населённых пунктов составляет 456 наименований. Её административным центром служит город Сисак, являясь также крупнейшей административной единицей жупании по численности населения.
Города и общины Хорватии сформировались в своём нынешнем виде в 1992 году в ходе изменения административного-территориального устройства страны, когда были разделены существовавшие тогда более крупные общины. Они представляют собой административно-территориальные единицы второго уровня (после жупаний).
Статус города в Хорватии получают населённые пункты, в которых проживает более 10 000 человек, либо имеющие историческое, экономическое или географическое значение. Помимо территории собственно города в образуемую им административно-территориальную единицу город (хорв. grad) входят прилежащие поселения, составляющие с ним единую социальную, экономическую и историческую общность. Хорватское законодательство определяет общины (хорв. općina) как местные органы самоуправления, которые создаются в районе, где несколько населённых пунктов представляют собой природное, экономическое и социальное образование, связанное общими интересами населения этого района.
В данном списке представлены города и общины Сисакско-Мославинской жупании, их названия на хорватском, а также на сербском (в случае, если он в общине является официальным) языках, их площадь и население (по данным переписей 2001 и 2011 годов), географические координаты их административных центров, этнический состав (указаны народы, составляющие больше 1 % от населения общины по данным переписи 2011 года), в примечаниях указаны ссылки на официальные сайты общин, а также на данные по численности населения населённых пунктов общин.

## Список городов и общин

### Города
| Название                                      | Изображение | Площадь (км²) | Население (по годам переписи) | Население (по годам переписи) | Координаты                      | Этн. состав (2011)                                                | Карта | Прим.         |
| Название                                      | Изображение | Площадь (км²) | 2001                          | 2011                          | Координаты                      | Этн. состав (2011)                                                | Карта | Прим.         |
| --------------------------------------------- | ----------- | ------------- | ----------------------------- | ----------------------------- | ------------------------------- | ----------------------------------------------------------------- | ----- | ------------- |
| Глина хорв. Glina                             |             | 544,10        | 9868                          | 9283                          | 45°20′18″ с. ш. 16°05′27″ в. д. | хорваты — 69,98 % сербы — 27,46 %                                 |       | [ 12 ] [ 13 ] |
| Кутина хорв. Kutina                           |             | 294,30        | 24 597                        | 22 760                        | 45°28′50″ с. ш. 16°46′39″ в. д. | хорваты — 86,57 % сербы — 6,55 % цыгане — 1,49 %                  |       | [ 14 ] [ 15 ] |
| Новска хорв. Novska                           |             | 317,36        | 14 313                        | 13 518                        | 45°20′23″ с. ш. 16°58′43″ в. д. | хорваты — 91,64 % сербы — 4,74 % цыгане — 1,26 %                  |       | [ 16 ] [ 17 ] |
| Петриня хорв. Petrinja                        |             | 380,60        | 23 413                        | 24 671                        | 45°26′26″ с. ш. 16°16′42″ в. д. | хорваты — 84,82 % сербы — 10,98 % босняки — 1,56 %                |       | [ 18 ] [ 19 ] |
| Поповача хорв. Popovača                       |             | 216,75        | 12 701                        | 11 905                        | 45°34′17″ с. ш. 16°37′38″ в. д. | хорваты — 95,69 % цыгане — 1,57 %                                 |       | [ 20 ] [ 21 ] |
| Сисак хорв. Sisak                             |             | 422,60        | 52 236                        | 47 768                        | 45°29′07″ с. ш. 16°22′20″ в. д. | хорваты — 84,97 % сербы — 6,43 % босняки — 3,45 % цыгане — 1,36 % |       | [ 22 ] [ 23 ] |
| Хрватска-Костайница хорв. Hrvatska Kostajnica |             | 52,60         | 2746                          | 2756                          | 45°13′45″ с. ш. 16°32′09″ в. д. | хорваты — 69,34 % сербы — 25,04 % босняки — 1,63 %                |       | [ 24 ] [ 25 ] |

### Общины
| Название                                                                        | Изображение | Площадь (км²) | Население (по годам переписи) | Население (по годам переписи) | Координаты                      | Этн. состав (2011)                                                 | Карта | Прим.         |
| Название                                                                        | Изображение | Площадь (км²) | 2001                          | 2011                          | Координаты                      | Этн. состав (2011)                                                 | Карта | Прим.         |
| ------------------------------------------------------------------------------- | ----------- | ------------- | ----------------------------- | ----------------------------- | ------------------------------- | ------------------------------------------------------------------ | ----- | ------------- |
| Велика-Людина хорв. Velika Ludina                                               |             | 100,21        | 2831                          | 2625                          | 45°36′38″ с. ш. 16°35′08″ в. д. | хорваты — 98,06 %                                                  |       | [ 26 ] [ 27 ] |
| Гвозд хорв. Gvozd; серб. Гвозд/Gvozd                                            |             | 214,27        | 3779                          | 2970                          | 45°21′23″ с. ш. 15°51′51″ в. д. | сербы — 66,53 % хорваты — 32,02 %                                  |       | [ 28 ] [ 29 ] |
| Двор хорв. Dvor; серб. Двор/Dvor                                                |             | 504,76        | 5742                          | 5570                          | 45°04′17″ с. ш. 16°22′31″ в. д. | сербы — 71,90 % хорваты — 25,85 %                                  |       | [ 30 ] [ 31 ] |
| Доньи-Кукурузари хорв. Donji Kukuruzari; серб. Доњи Кукурузари/Donji Kukuruzari |             | 113,78        | 2047                          | 1634                          | 45°15′53″ с. ш. 16°29′02″ в. д. | хорваты — 64,44 % сербы — 34,82 %                                  |       | [ 32 ] [ 33 ] |
| Лекеник хорв. Lekenik                                                           |             | 228,57        | 6170                          | 6032                          | 45°35′05″ с. ш. 16°12′37″ в. д. | хорваты — 97,55 %                                                  |       | [ 34 ] [ 35 ] |
| Липовляни хорв. Lipovljani                                                      |             | 108,70        | 4101                          | 3455                          | 45°23′49″ с. ш. 16°53′23″ в. д. | хорваты — 87,47 % украинцы — 4,28 % словаки — 3,07 % чехи — 2,55 % |       | [ 36 ] [ 37 ] |
| Мартинска-Вес хорв. Martinska Ves                                               |             | 125,05        | 4026                          | 3488                          | 45°52′47″ с. ш. 16°23′32″ в. д. | хорваты — 98,51 %                                                  |       | [ 38 ] [ 39 ] |
| Маюр хорв. Majur                                                                |             | 67,96         | 1490                          | 1185                          | 45°15′22″ с. ш. 16°31′50″ в. д. | хорваты — 70,04 % сербы — 27,26 %                                  |       | [ 40 ] [ 41 ] |
| Суня хорв. Sunja                                                                |             | 288,20        | 7376                          | 5748                          | 45°22′07″ с. ш. 16°34′01″ в. д. | хорваты — 74,18 % сербы — 22,27 %                                  |       | [ 42 ] [ 43 ] |
| Топуско хорв. Topusko                                                           |             | 195,92        | 3219                          | 2985                          | 45°17′46″ с. ш. 15°58′38″ в. д. | хорваты — 62,48 % сербы — 29,92 % босняки — 4,66 %                 |       | [ 44 ] [ 45 ] |
| Хрватска-Дубица хорв. Hrvatska Dubica                                           |             | 129,35        | 2341                          | 2089                          | 45°11′22″ с. ш. 16°47′54″ в. д. | хорваты — 75,30 % сербы — 22,40 %                                  |       | [ 46 ] [ 47 ] |
| Ясеновац хорв. Jasenovac                                                        |             | 161,88        | 2391                          | 1997                          | 45°16′15″ с. ш. 16°54′41″ в. д. | хорваты — 90,49 % сербы — 7,61 %                                   |       | [ 48 ] [ 49 ] |